# Тальяферри, Эрнесто
Эрнесто Тальяферри (итал. Ernesto Tagliaferri; 18 ноября 1889, Неаполь — 6 марта 1937, Торре-дель-Греко) — итальянский музыкант и композитор.

## Биография
Сын парикмахера. С детства увлекался музыкой. Обучался игре на скрипке и композиции в консерватории Сан-Пьетро-а-Майелла в Неаполе.
Начал свою карьеру, руководя оркестрами в неапольских театрах Eden и La Fenice. Во время Первой мировой войны выступал с оркестром, который давал концерты для военнослужащих.
Начал сочинять патриотические песни (например, «Italia mia»). В 1926 году был одним из создателей музыкального издательства La bottega dei Quattro.
Автор музыки ряда популярных во всем мире неаполитанских песен. Его песни были записаны многими певцами. На протяжении 16 лет плодотворно сотрудничал с поэтом Эрнесто Муроло.
Умер внезапно 6 марта 1937 года.

## Избранные произведения
- Nun me scetà
- Italia mia
- Napule canta
- Napule ca se ne va
- Pusilleco
- Mandulinata a Napule
- Quì fu Napoli
- Piscatore e Pusilleco
- Quanno ammore vo' filà
- 'O cunto 'e Mariarosa
- Passione